# Ažla
Ažla je naselje v Občini Špeter Slovenov, v Pokrajini Videm. 
Stoji na vhodu v Sovodenjsko dolino in Šentlenartom, zgrajena na vzpetini, ki gleda na vhod v obe dolini, zato je izpostavljena vetrovom, ki se spuščajo z Matajurja in s Kolovrata. Natančneje, vasica se vije ob cesti Sveti Kvirin - Sovodnje in Špeter Slovenov ter poteka ob potoku, na katerem sta 2 mostova: novi je nekoliko dlje od starega mostu, ki je za današnji promet neprimeren. Je tik ob vznožju griča Barda (249 m), na nadmorski višini 164 m. Pred potresom leta 1976, je Ažla od spodaj nudila slikovito kuliso. Sprednja stran vasi je bila podobna starodavni utrjeni vasi. 
Glavna znamenitost kraja je cerkev, zgrajena na trgu leta 1890, posvečena svetemu Valentinu (14. februar).

## Zgodovina
Ažla je eno najstarejših naselij v Nadiških dolinah. O Ažli imamo prvi zapis v listini iz leta 1175, ki je navedena kot "Algida Romanorum" (hladno v latinščini), ime, ki izvira iz njegovega geografskega položaja, v katerem je bila takrat Ažla, pod goro Karkòš). Po besedah pisatelja in duhovnika Ivana Trinka je vas leta 1912 imela 692 prebivalcev, s čimer je bila največje naseljeno središče Nadiške doline.
Furlanski potres 1976 je močno prizadel Ažlo, kjer je bilo porušenih 60 % domov, kar je prisililo prebivalce k preselitvi na zahod.
Na trgu stoji župnijska cerkev, zgrajena leta 1890. Posvečena je sv. Jakobu, medtem ko je krajevni praznik na Valentinovo. V starih časih je bila v Ažli tudi majhna cerkev svetega Kvirina.

## Gospodarstvo
V Ažli obstajajo nekatere tradicionalne dejavnosti, kot je sadjarstvo s priznanimi jabolki; nato obrt z obdelavo kamna, mizarstvo, izdelava betona in mlekarna. V preteklosti je tu deloval kamnolom, od koder so kamen izvažali na Dunaj, Budimpešto in po vsej Furlaniji.
V Ažli se je v preteklosti uveljavila obrt brušenja nožev, lončarjev in serviserjev orodja, senčnikov itd. To je posledica priseljevanja nekaterih potujočih obrtnikov iz Rezije, katerih sled je zagotovo v priimku Siega (Šega). Vozniki, ki so prevažali premog za svoje kotle (peči) iz Prosenika v Videm, so se ustavili v gostilni "Par Roz" v Ažli.

## Hišna imena in priimki
Priimki: Iussig, Tropina, Venturini, Zufferli.
Hišna imena: Juraci, Gašparinovi, Jerebiči, Kabalanovi, Ušajaci, Kuoškini, Gubančiči, Pepelitkini, Munariči, Palonkiči, Curutkini, Marsincovi, Katinčini, Lebnovi, Kublankovi, Pičulnovi, Maringonovi, Pušaci, Kikirikovi; po enkrat pa tudi Petarlinovi, Piskarci, Polaukini, Kozarinovi, Tonatovi, Kinezovi, Muzarji, Buričkini, Zlatarji, Fricovi.